# Törley Bálint
Törley Bálint (Szabadka, 1885 – Budapest, 1940. december 11.) magyar földbirtokos, mezőgazdász, kereskedelem- és közlekedésügyi államtitkár, országgyűlési képviselő.

## Élete
Református családban született, Törley Gyula és Karner Etelka gyermekeként. Középiskoláit a piaristák budapesti gimnáziumában és a kolozsvári felsőkereskedelmi iskolában végezte, majd tanult a bécsi kereskedelmi akadémián és a lipcsei egyetem mezőgazdasági intézetében is. Ezután Mainzban, a Montaner & Co. világcég gyakornokaként kezdett dolgozni, erre az időszakra estek első jelentősebb külföldi utazásai is.
1906-ban teljesítette önkéntes katonai szolgálatát, majd nagybátyja budafoki pezsgőgyárában helyezkedett el. A mezőgazdaság azonban jobban vonzotta, így 1908-tól már gróf Hunyadi László ürményi uradalmában dolgozott, mint jószágfelügyelőségi gyakornok, 1910-ben pedig a kassai Gazdasági Akadémián szerzett oklevelet, kitűnő minősítéssel.
Ezt követően, még 1910 őszén átvette apjától Bács-Bodrog vármegyei családi birtokuk vezetését, a következő évtől a vármegyei gazdasági egyesület igazgatóválasztmányi tagja – később alelnöke – lett és rövidesen a megye szinte minden községével érintkezésbe került. Tisztségét még azt követően is megtartotta, miután a térség a trianoni döntés eredményeként szerb uralom alá került.
Virilis jogon már 1911-ben bekerült Szabadka törvényhatósági bizottságába, de politikai kérdésekkel csak 1917 után kezdett foglalkozni. Előbb a jugoszláviai Magyar Párt szabadkai tagozatának lett az elnöke, majd az Országos Magyar Párt alelnökévé választották meg. Tagja volt annak a bizottságnak, amely Ljubomir Davidović akkori jugoszláv miniszterelnökkel folytatott tárgyalásokat a kisebbségi jogok biztosítása érdekében, de mint a délvidéki magyarság szószólója, kétszer Genfben is tárgyalt kisebbségi kongresszusokon.
A református egyház életében is vezető szerepet vállalt: a jugoszláv református egyházházkerületnek világi tanácsbírája lett, tagja volt a legfőbb fegyelmi bíróságnak és a lelkészvizsgáló bizottságnak is.
Politikai tevékenységét a jugoszláv hatóságok nem nézték jó szemmel, ezért 1927-ben magyarországi repatriálását kérte, s attól az időtől kezdve Solt és Harta határában fekvő birtokán kezdett gazdálkodni. 1934-ben tagja lett Pest vármegye törvényhatósági bizottságának, majd az 1935. évi általános választásokon országgyűlési képviselővé is megválasztották a dunavecsei választókerületben. 1938 októberében a kereskedelem- és közlekedésügyi minisztérium államtitkárává nevezték ki, az 1939-es választáson pedig a veszprémi egyéni választókerületben és a Magyar Élet Pártja győri listáján is mandátumot szerzett, de utóbbiról lemondott.
Számos gazdasági egyesületben vállalt tisztséget: elnöke volt a Külkereskedelmi Hivatal szervezetén belül működő Sertés Értékesítő Bizottságnak, választmányi tagja az Országos Magyar Gazdasági Egyesületnek, elnöke az egyesület mezőgazdasági, ipari és kereskedelmi szakosztályának, tagja az Alföldi Zöldmező Szövetségnek és választmányi tagja a Szarvasmarha-tenyésztők Országos Szövetségének. A terménytőzsdén gazdaszakértőként volt jelen.
Felesége Polgár Stefánia volt.